# 김해시의 향토문화재
김해시의 향토문화재은 지정문화재가 아닌 것으로서 경상남도 김해시(이하 “시”라 한다)에 소재한 문화재 중 김해시장(이하 “시장”이라 한다)이 향토문화 보존에 필요하다고 인정하여 지정한 문화재를 말한다.

## 참고 문헌
- 김해시 홈페이지 - 고시/공고